# Helmut Färber
Helmut Färber (* 1937 in München) ist ein deutscher Filmwissenschaftler, Publizist und Verleger. Er lebt und arbeitet in München.

## Leben und Wirken
Helmut Färber verbrachte seine Jugend in Regensburg, wo er zunächst eine Buchdruckerlehre absolvierte und sich in einem Filmklub engagierte. 1960 holte er das Abitur nach und studierte anschließend Literaturwissenschaften und Kunstgeschichte an der Ludwig-Maximilians-Universität in München. 1962 begann er mit dem Schreiben von Filmkritiken, zunächst für die Süddeutsche Zeitung und die Zeitschrift Filmkritik, später auch für Akzente, Manuskripte, Neue Deutsche Hefte, Cargo, Trafic u a. Er verfasste mehrere, teils thematisch, teils monographisch oder als Einzelanalysen angelegte Filmstudien, die er oft mit aufwändigen Illustrationen versah und in bibliophiler Ausführung im Selbstverlag produzierte.
Im Rahmen von Lehraufträgen war er über viele Jahre an der Hochschule für Fernsehen und Film (HFF) und dem Kunsthistorischen Institut der Universität München sowie der Deutschen Film- und Fernsehakademie (DFFB) in Berlin tätig. Seine oftmals in Kleingruppen am Schneidetisch abgehaltenen Seminare waren einem materialistischen Kinoverständnis verpflichtet und genossen aufgrund ihrer Detailemphase und Beschreibungsgenauigkeit einen legendären Ruf. Begrifflich normierenden Verfahren gegenüber blieb er skeptisch. Helmut Färber betätigte sich auch als Übersetzer, Redakteur, Herausgeber und Filmkurator. Er wirkte in verschiedenen Dokumentar- und Spielfilmen als Darsteller mit und realisierte eigene TV-Magazinbeiträge zu ausgewählten Personen und Themen der Filmgeschichte, meist im Auftrag des WDR.
1994 wurde er für sein umfangreiches Schaffen mit dem Petrarca-Preis ausgezeichnet. 2014 erhielt er den Schwabinger Kunstpreis. Obwohl seine Schriften und sein Wirken eine breite Rezeption und Resonanz erfuhren und er von einigen seiner ehemaligen Studierenden (z. B. Doris Dörrie oder Hito Steyerl) als prägende Lehrerfigur charakterisiert wird, blieb er innerhalb der akademischen Filmwissenschaft eher ein Außenseiter. Er bewahrte sich seine intellektuelle und verlegerische Unabhängigkeit.

## Schriften und Filmografie

### Bücher
- Filmspuren: Michelangelo Antonioni. Peter Nestler. Chris Marker. Mario Bernardo. Robert Bresson. Dziga Vertov. München: Helmut Färber Eigenverlag 2022.
- Partie/Renoir. München u. Paris: Helmut Färber Eigenverlag 2011.
- Soshun / Früher Frühling, von OZU Yasujiro. Über den Anfang des Films. München: Helmut Färber Eigenverlag 2006.
- A Corner in Wheat von D.W. Griffith, 1909. Eine Kritik. München: Helmut Färber Eigenverlag 1992 (Englische und italienische Übersetzungen 1997).
- Mizoguchi Kenji. Saikaku Ichidai Onna (Oharu). München: Helmut Färber Eigenverlag 1986.
- Baukunst und Film. Aus der Geschichte des Sehens. München: Helmut Färber Eigenverlag 1977.

### Mitwirkung in Spiel- und Dokumentarfilmen
- Von einem der auszog – Wim Wenders frühe Jahre, Regie: Marcel Wehn (D 2007, 96 min.)
- King Kongs Faust, Regie: Heiner Stadler (D 1984, 85 min.)
- Sieben Erzählungen aus der Vorgeschichte der Menschheit, Regie: Manfred Blank (D 1975 – 155 min.)
- Stadt & Land & Soweiter, Regie: Manfred Blank (D 1975 – 91 min.)
- Summer in the City, Regie: Wim Wenders (D 1970 – 125 min.)

### Eigene TV-Magazinbeiträge
- Anmerkungen zu Oktober, Regie: Helmut Färber (WDR 1995 – 12 min.)
- Dr. Cordelier und Professor Alexis. 2 x Jean Renoir, Regie: Helmut Färber (WDR 1989, 12 min.)
- Drei Minuten in einem Film von OZU, Regie: Helmut Färber (WDR 1988, 12 min.)
- Robert Bresson zum 80. Geburtstag, Regie: Helmut Färber (WDR 1987, 12 min.)
- Erich von Stroheim zum Gedächtnis, Regie: Helmut Färber (WDR 1985, 12 min.)
- Etwas über „A Corner in Wheat“. Filme, die D. W. Griffith für die American Biograph Company gemacht hat, Regie: Helmut Färber (WDR 1983, 12 min.)
- Kino’81: Beitrag über „Das Leben der Frau Oharu“, Regie: Helmut Färber (WDR 1981, 12 min.)
- Kino’78: Fantasia, Regie: Helmut Färber (WDR 1978, 12 min.)
- Baukunst und Film. Etwas über die Geschichte des Gebrauchs von Bildern, Regie: Helmut Färber (WDR 1976, 13 min.)